# Rebecca Joshua Okwaci
Rebecca Joshua Okwaci est une politicienne du Sud-Soudan, également ministre des télécommunications et des services postaux du gouvernement de la République du Sud-Soudan. 
Elle est reconnue comme "une militante prolifique de la paix et des droits des femmes". Elle est membre fondatrice de plusieurs organisations de femmes au Soudan et au Soudan du Sud, dont le Secrétariat général de Women Action for Development.

## Biographie
Rebecca Okwaci est titulaire d'un baccalauréat en langue, littérature et traduction anglaise de l'Université d'Alexandrie, en Égypte, suivi d'une maîtrise en développement de la communication à l'Université Daystar au Kenya.
Au cours de la deuxième guerre civile soudanaise en 1986, Rebecca Okwaci rejoint le Mouvement populaire de libération du Soudan nouvellement formé et commence à travailler comme journaliste pour la Radio SPLA, où elle devient la "voix de la révolution".
En janvier 2015, Rebecca Okwaci signe un accord avec son homologue kényan Fred Matiangi pour la pose de 600 kilomètres de câbles à fibres optiques le long d'une route Juba-Nadapal-Eldoret. 
Elle qui dirige la délégation du Sud Soudan, déclare que ce câble améliorera la connectivité du Sud Soudan avec le reste du monde et " stimulera le développement, créant des emplois et apportant la paix et la stabilité ". La période limite de pose du câble est prévue pour 2022, date prévue pour la construction du réseau.

## Engagements féministes
Rebecca Okwaci est membre fondatrice de plusieurs organisations, dont l'Association des femmes soudanaises, basée à Nairobi, la Sudanese Women Voice for Peace et la Sudanese Women Empowerment for Peace. Elle est la secrétaire générale de Women Action for Development (WAD),. 
En décembre 2013, la journaliste Jess Mathias de The Guardian la décrit comme un modèle d'engagement pour les jeunes filles, à l'instar de personnalités comme Rihanna et Beyoncé.